# Johannes Lello
Johannes Lello (* 13. Novemberjul. / 25. November 1895greg. in Tartumaa; † 26. November 1976) war ein estnischer Fußballspieler. Mit der estnischen Fußballnationalmannschaft nahm er an den Olympischen Sommerspielen 1924 in Paris teil.

## Karriere
Johannes Lello spielte im Jahr 1924 für den Verein JK Tallinna Kalev. Im gleichen Jahr war er dreimal für die estnische Nationalmannschaft aktiv. Mit der Auswahl Estlands nahm er an den Olympischen Sommerspielen in Paris teil bei dem ihm ein Länderspieleinsatz unter dem ungarischen Trainer Ferenc Kónya verwehrt blieb. Er kam im Anschluss an das olympische Fußballturnier in den Länderspielen gegen Schweden, Finnland und Lettland zu einem Einsatz, die allesamt verloren wurden.